# Syngnathus californiensis
Syngnathus californiensis är en fiskart som beskrevs av Storer 1845. Syngnathus californiensis ingår i släktet Syngnathus och familjen kantnålsfiskar. Inga underarter finns listade i Catalogue of Life.